# Messinian
Messinianul este o vârstă care începe acum 7,246 milioane de ani și se termină aprox acum 5,333 milioane de ani. Messinianul este precedat de Tortonian și urmat de Zanclean, prima vârstă a Pliocenului. Este a șasea și ultima vârstă a Miocenului. În Europa de Est acestei vârste geologice îi corespunde Sarmațianul.